# Guatteria obovata
Guatteria obovata är en kirimojaväxtart som beskrevs av Robert Elias Fries. Guatteria obovata ingår i släktet Guatteria och familjen kirimojaväxter. Inga underarter finns listade i Catalogue of Life.